# Ilja Iljics Mecsnyikov
Ilja Iljics Mecsnyikov (oroszul Илья́ Ильи́ч Ме́чников) (Ivanovka, 1845. május 15. – Párizs, 1916. július 15.) ukrán és zsidó biológus, az evolúciós embriológia, a gerontológia és az immunológia egyik megalapítója, a fagocitózis felfedezője. 1908-ban orvostudományi Nobel-díjat kapott „az immunitás terén végzett munkája elismeréséül”. Zoológiai szakmunkákban nevének rövidítése: „Metschnikoff”.

## Származása
Ilja Mecsnyikov az oroszországi Harkovi kormányzóságban, Ivanovka faluban született 1845. május 3-án (a Gergely-naptár szerint 15-én). Apja Ilja Ivanovics Mecsnyikov (1810—1878) földbirtokos és gárdatiszt, anyja Emilija Lvovna Mecsnyikova (lánykori nevén Nyevahovics) volt.
Apai ágon moldvai bojárcsaládból származott, anyai nagyapja ismert zsidó író (Lev Nyevahovics; Löb ben Noach), anyai nagybátyjai pedig tehetséges karikaturisták, illetve színműírók voltak. Idősebb bátyja, Lev Iljics Garibaldi szláv légiójában részt vett Olaszország egyesítésében, majd Svájcban földrajzzal, etnográfiával és szociológiával foglalkozott, emellett anarchista publikációkat közölt. Másik fivére, Ivan Iljics a Tulai kormányzóságban volt államügyész, róla mintázta Lev Tolsztoj az Ivan Iljics halála főhősét. 

## Tanulmányai

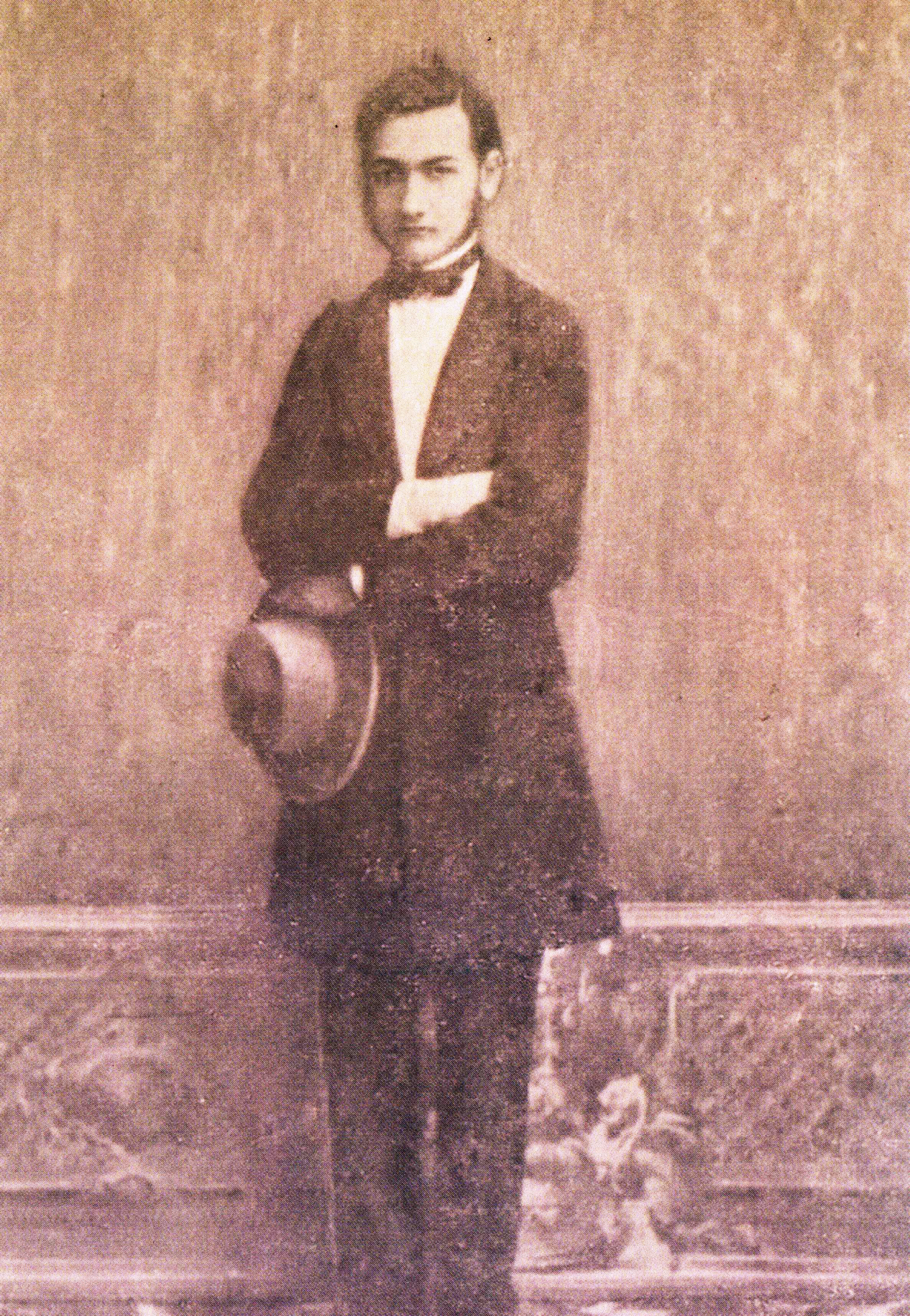
A Harkovi egyetem diákjaként

Miután apja tönkrement, Szentpétervárról leköltözött ukrajnai birtokára és ott születtek kisebbik fiai, 1843-ban Nyikolaj, 1845-ben pedig Ilja. Röviddel ezután a közeli Panaszovkában egy tágasabb házba költöztek és Ilja itt töltötte gyerekkorát. Kiskorában is nagyon szerette a természetrajzot és feljegyezték, hogy a barátainak is tartott előadásokat, főleg növényekről és ásványokról.
A harkovi 2. sz. fiúgimnáziumba járt, amelyet 1862-ben aranyéremmel fejezett be. Ezután a Harkovi egyetem természettudományi szakán tanult, amit a szokásos négy év helyett két év alatt, 1864-ben végezte el. Ezután Németországba utazott, ahol előbb Helgoland szigetén a tengeri gerincteleneket tanulmányozta, majd a Giesseni Egyetemen Rudolf Leuckartnál tanult. A Göttingeni Egyetem meglátogatása után Münchenben Karl von Siebold tanítványa volt. 1865-ben Giessenben a laposférgeket tanulmányozva megfigyelte a sejten belüli emésztést. Nápolyban írt doktorátusában a tintahalak és rákok embrionális fejlődését hasonlította össze.

## Pályafutása
1867-ben visszatért Oroszországba, ahol előbb az odesszai Cári Újoroszországi Egyetem, majd a következő évtől a Szentpétervári Egyetem docense lett. Megpályázta a katonaorvosi akadémia tanári állását de elutasították, ezért 1870-ben visszatért Odesszába és az ottani egyetemen lett a zoológia és az összehasonlító szervezettan tanára. Szentpéterváron ismerkedett meg Ljudmila Vasziljevna Fjodoroviccsal akivel hamarosan összeházasodtak. Felesége tüdőbajos volt és állapota egyre romlott, hamarosan a templomba sem bírt egyedül elmenni. 1873-ban Madeirán meghalt. Mecsnyikov súlyos depresszióba esett, amit csak rontottak egészségi (látása gyengült és a szívével is problémái voltak) és munkahelyi bajai. Ópiummal öngyilkosságot kísérelt meg, de túl nagy adagot vett be és kihányta. Ezután úgy döntött, hogy a tuberkulózis elleni harcnak szenteli életét. 

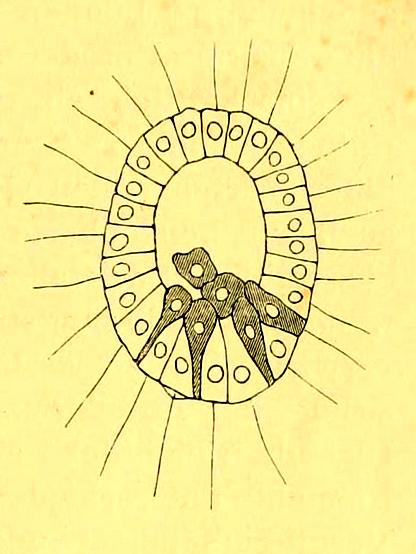
Mecsnyikov rajza egy medúzalárváról

1875-ben újra megnősült, a 17 éves diáklányt, Olga Belokopitovát vette el. Amikor 1880-ban Olga tífuszban súlyosan megbetegedett, Mecsnyikov szándékosan megfertőzte magát visszatérő lázzal, hogy együtt haljanak meg (és egyben igazolja, hogy a láz vérrel átadható-e); azonban mindketten felgyógyultak. 1882-ben, tiltakozásul a II. Sándor cár meggyilkolását követő reakciós elnyomó rendszer miatt, lemondott állásáról és az olaszországi Messinába költözött. A tengerisünök lárváit tanulmányozva itt fedezte fel a fagocitózist. Megfigyelte, hogy a tengeri sünök általa fagocitáknak nevezett mozgékony sejtjei körbeveszik és bekebelezik a kisebb idegen testeket (ebben az esetben a karácsonyfaként szolgáló mandarinfa apró tüskéit), ami nagyon hasonlított az emberi fehérvérsejtek gyulladásos reakcióban való viselkedésére. Elméletét, miszerint a szervezet így pusztítja el a kórokozókat, kétkedéssel fogadták, az akkori általános elképzelés szerint a fehérvérsejtek elterjesztik a szervezetben a bekebelezett részecskéket.
1886-ban visszatért Odesszába, hogy a világon másodikként (Oroszországban pedig elsőként) létrehozott Bakteriológiai Intézetet vezesse. Itt megfigyelte hogyan reagálnak a kutyák, nyulak és majmok fehérvérsejtjei a bőrgyulladás és visszatérő láz mikrobiális kórokozóira. Felfedezte, hogy a lépfenebaktérium virulens törzseinek sejtjeit a fehérvérsejtek nem támadják meg, a kevésbé fertőzőképesekét viszont igen. Mikor Pasteur nyomdokain megpróbálta bevezetni a veszettségoltást, a helybeli orvosok és újságírók rágalomhadjáratot indítottak ellene, felhánytorgatva hogy nincs orvosi képesítése, ezért Mecsnyikov 1887-ben ismét elhagyta Oroszországot és Párizsba utazott, ahol Pasteur az általa alapított intézetben rendelkezésére bocsátott egy laboratóriumot. Ezután a következő 28 évben, élete végégig itt dolgozott. 1905-től a Pasteur Intézet igazgatóhelyettese volt. 

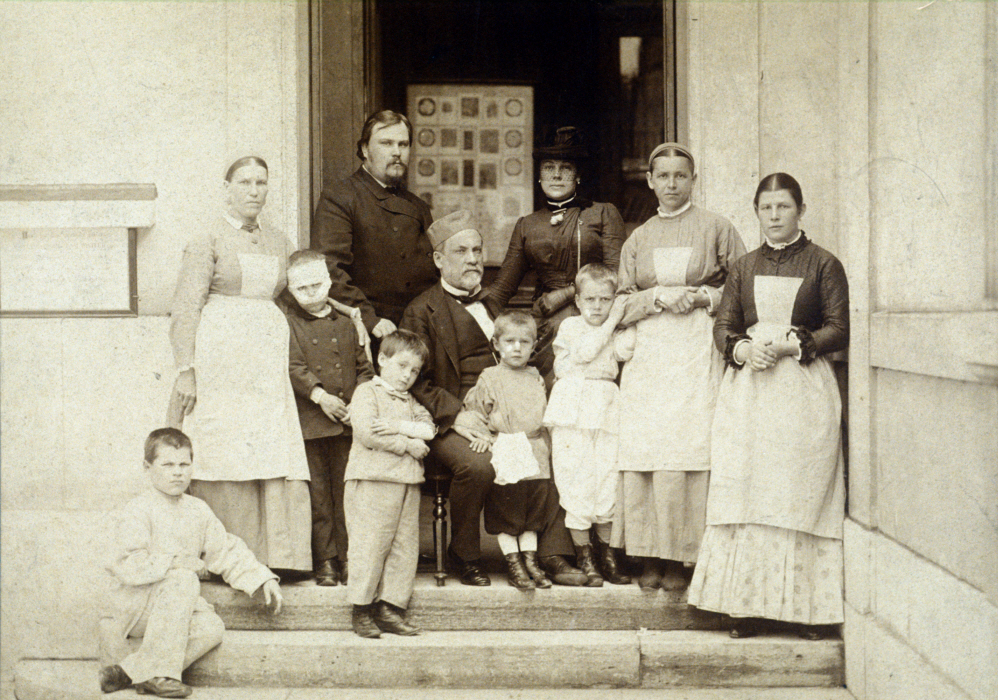
Ilja Mecsnyikov és Loius Pasteur veszettségből kigyógyított gyermekekkel

Új elképzelést dolgozott ki az soksejtű szervezetek eredetére vonatkozóan (ún. fagocitella-elmélet). Úgy gondolta, hogy az öregedést a méregtermelő bélbaktériumok okozzák, amelyeket a tejsav elpusztít, ezért naponta evett bolgár joghurtot. Egyes források szerint ő vezette be a gerontológia kifejezést. Émile Roux-val közösen dolgozott a szifilisz higany-kloridos gyógymódján, eközben először sikerült majmokat mesterségesen megfertőzniük a kórokozóval.
Elméleti és filozófiai írásaiban foglalkozott a darwini evolúcióelmélettel. Magát racionalistának tekintette és kritikával illette a vallásos, misztikus és idealista eszméket. A természettudományt tartotta az emberiség fejlődése legfőbb eszközének.
1908-ban Paul Ehrlichhel közösen orvostudományi Nobel-díjat kapott immunológiai munkásságáért. Ezen kívül 1906-ban elnyerte a Royal Society Copley-érmét.
1911-ben az intézet más tudósaival együtt Oroszországba utazott a pestisjárvány tanulmányozására.

## Halála
Ilja Mecsnyikov 1916. július 15-én szívinfarktusban halt meg Párizsban, 71 éves korában. Testét elhamvasztották és a Pasteur Intézet területén temették el. 

## Emlékezete
Ilja Iljics Mecsnyikov nevét viseli

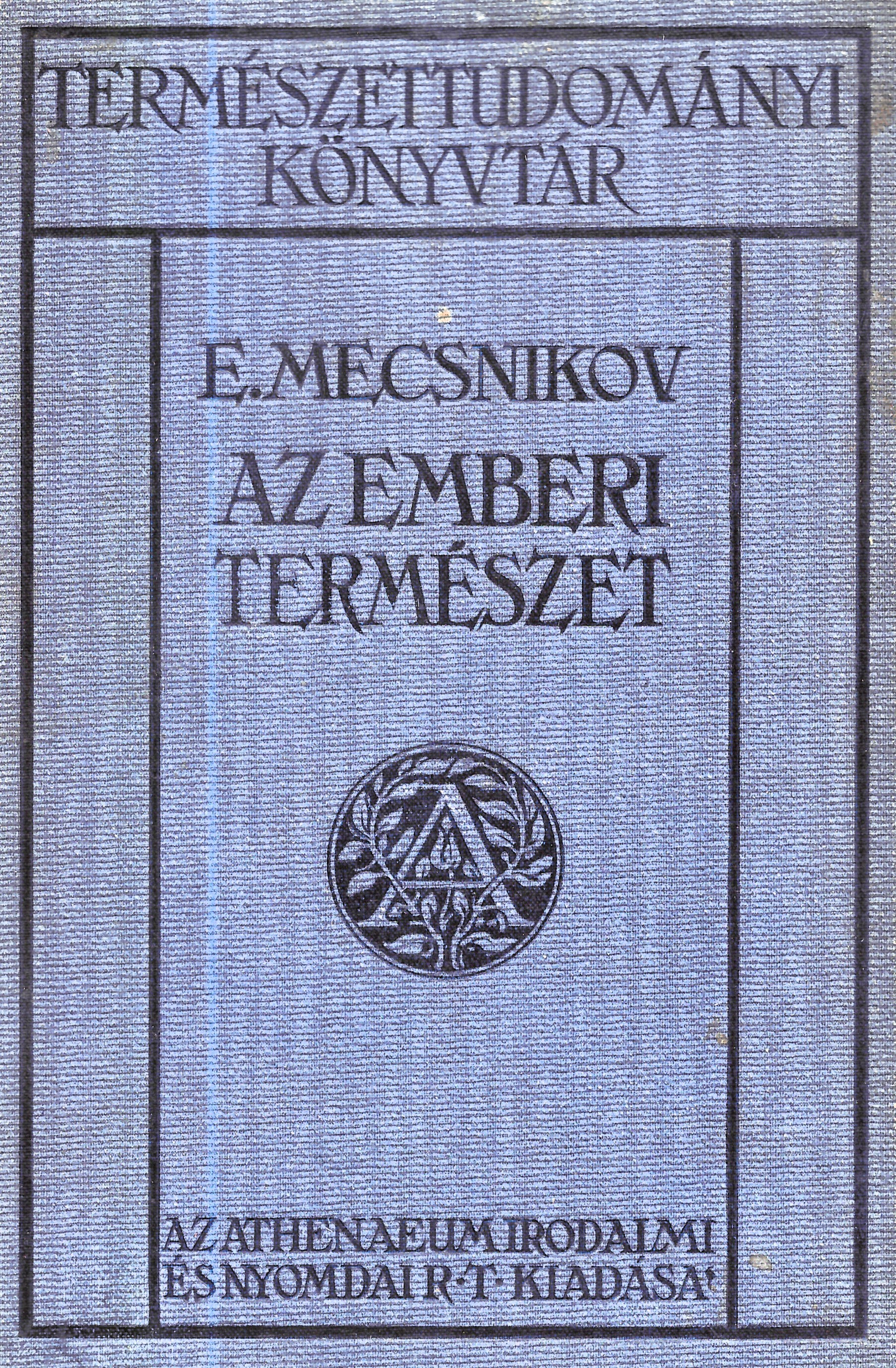
Az emberi természet

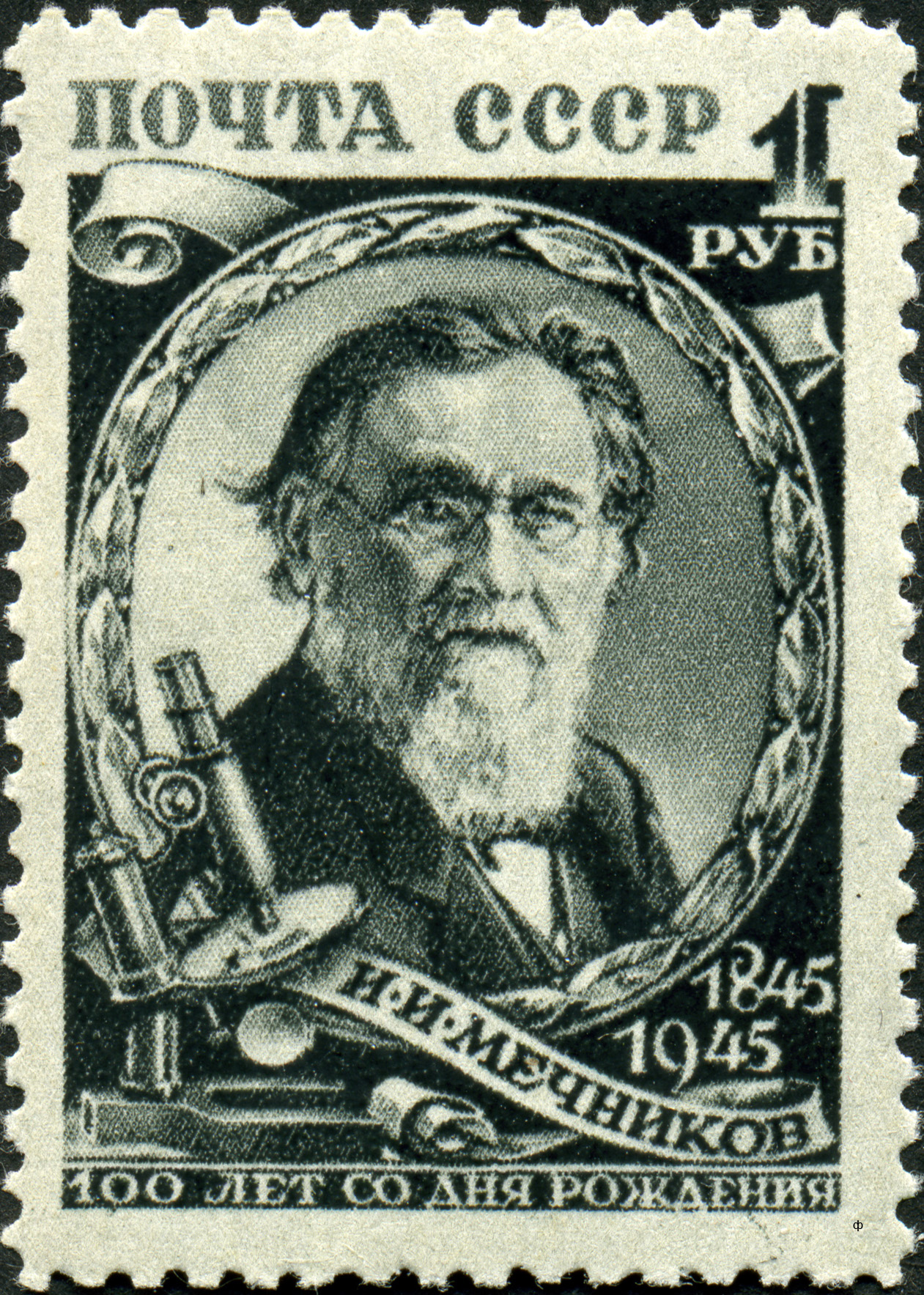
Ilja Mecsnyikov születésének 100. évfordulójára kiadott szovjet bélyeg

- a szentpétervári Északnyugati Állami Orvosi Egyetem
- az Odesszai Nemzeti Egyetem
- a moszkvai Oltóanyag- és Szérumkutató intézet
- a dnyepropetrovszki területi kórház
- a harkivi Mikrobiológiai és Immunológiai Kutatóintézet
- egy becsapódási kráter a Holdon

Oroszországban három (a Moszkvai, a Kalinyingrádi területen és Baskíriában), Ukrajnában pedig egy falu (korábban Panaszovka a Harkivi területen, ahol gyerekkorát töltötte) viseli a nevét, valamint számos utca az orosz és ukrán városokban.

## Fordítás
- Ez a szócikk részben vagy egészben  a(z)   Мечников, Илья Ильич című orosz Wikipédia-szócikk ezen változatának fordításán alapul.  Az eredeti cikk szerkesztőit annak laptörténete sorolja fel. Ez a jelzés csupán a megfogalmazás eredetét és a szerzői jogokat jelzi, nem szolgál a cikkben szereplő információk forrásmegjelöléseként.